# Cimetière des Allori
Le cimetière des Allori (en italien, Il cimitero evangelico degli Allori ou agli Allori) est  un des cimetières de la ville Florence ; il est  situé au Sud de la ville, au 184 via Senese, entre  les quartiers des Due Strade et de Galluzzo.

## Histoire
Il fut ouvert le 26 février 1860, pour accueillir les sépultures des non-catholiques de la communauté chrétienne de la ville qui ne pouvaient plus se faire enterrer au cimetière des Anglais, situé  au piazzale Donatello, le long du  boulevard périphérique (Viali di Circonvallazione) qui contourne le centre historique, par suite d'une interdiction des sépultures dans l'enceinte de la cité.
Depuis  1970 il accueille également les morts d'autres confessions comme les musulmans.
Le cimetière est devenu  plus connu en  2006, quand l'écrivain et journaliste Oriana Fallaci y fut enterrée (son compagnon Aléxandros Panagoúlis y a une stèle).

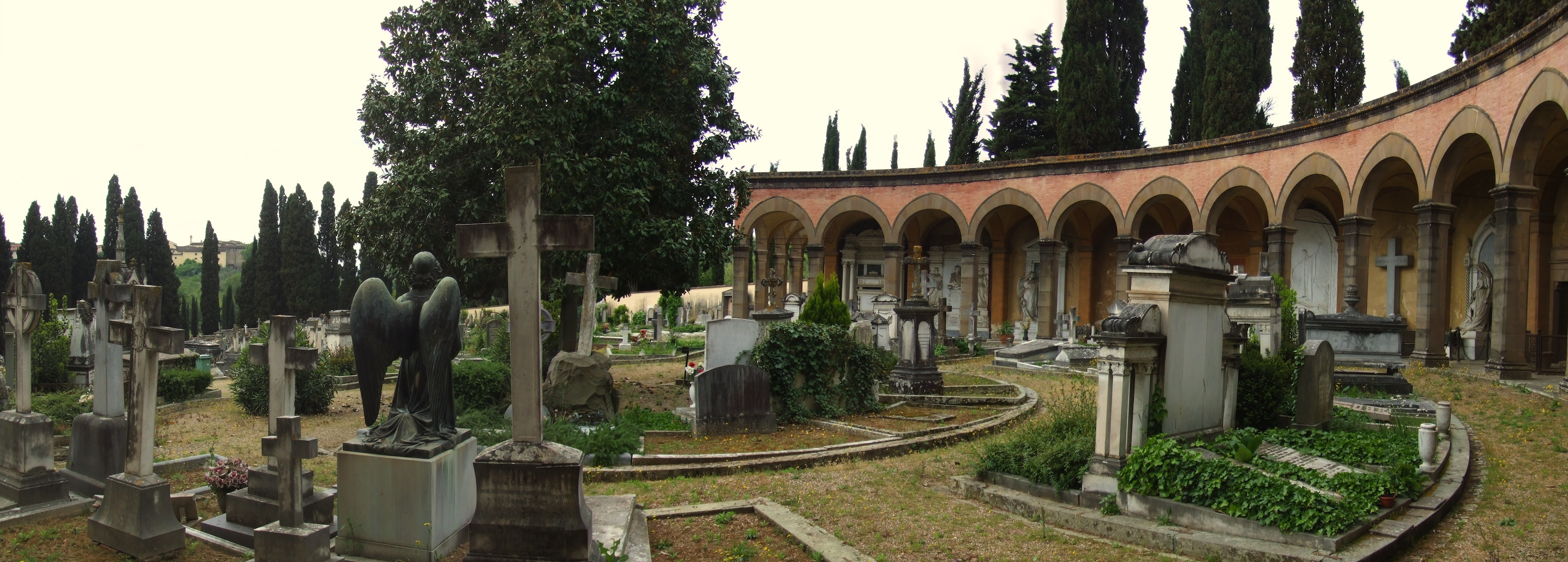
Panoramique du cimetière.

## Personnalités inhumées
- Harold Acton, écrivain britannique ;
- Arnold Böcklin, peintre suisse ;
- Herbert Horne, collectionneur d'art britannique ;
- John Pope-Hennessy, historien de l'art britannique ;
- Osbert Sitwell, écrivain britannique ;
- Frederick Stibbert,  collectionneur d'art britannique ;
- Antonio Frilli (1860-1902), sculpteur florentin ;
- William Acton (1906-1945), peintre  ;